# Список объектов всемирного наследия ЮНЕСКО на Фиджи
В списке Всеми́рного насле́дия ЮНЕ́СКО в Респу́блике Острово́в Фи́джи значится 1 наименование (на 2014 год), что составляет 0,1 % от общего числа (1248 на 2025 год). Объект включён в список по культурным критериям.
Помимо этого, 3 объекта на территории страны находятся в числе кандидатов на включение в список всемирного наследия, в том числе 2 — по культурным, 1 — по природным критериям.
Республика Островов Фиджи ратифицировала Конвенцию об охране всемирного культурного и природного наследия 21 ноября 1990 года. Первый объект на территории Фиджи был занесён в список в 2013 году на 37-й сессии Комитета всемирного наследия ЮНЕСКО.

## Список
Объекты расположены в порядке их добавления в список всемирного наследия. Если объекты добавлены одновременно, то есть на одной сессии Комитета всемирного наследия ЮНЕСКО, то объекты располагаются по номерам.
| # | Изображение                  | Название                                                                  | Местоположение                        | Время создания | Год внесения в список | №    | Критерии |
| - | ---------------------------- | ------------------------------------------------------------------------- | ------------------------------------- | -------------- | --------------------- | ---- | -------- |
| 1 | Улица Левуки · Остров Овалау | Город Левука и остров Овалау (англ. Levuka, Ovalau (Township and Island)) | Округ: Восточный Провинция: Ломаивити | XIV—XX века    | 2013                  | 1399 | ii, iv   |

## Предварительный список
В таблице объекты расположены в порядке их добавления в предварительный список. В данном списке указаны объекты, предложенные правительством Фиджи в качестве кандидатов на занесение в список всемирного наследия.
| # | Изображение | Название                                                                                           | Местоположение                              | Время создания | Год внесения в предварительный список | №    | Критерии   |
| - | ----------- | -------------------------------------------------------------------------------------------------- | ------------------------------------------- | -------------- | ------------------------------------- | ---- | ---------- |
| 1 |             | Бассейн Сови (англ. Sovi Basin)                                                                    | Округ: Центральный Провинция: Наитасири     | —              | 1999                                  | 1374 | iii, iv, v |
| 2 |             | Песчаные дюны Сингатоки (англ. Sigatoka Sand Dunes)                                                | Округ: Западный Провинция: Нандронга-Навоса | —              | 1999                                  | 1375 | iii, iv, v |
| 3 |             | Заповедник пятнистобрюхой фиджийской игуаны «Ядуа-Таба» (англ. Yaduataba Crested Iguana Sanctuary) | Округ: Северный Провинция: Ламбаса          | —              | 1999                                  | 1376 | x          |